# Soho Rezanejad
Soho Rezanejad (født 1989 i New York City), tidligere også kendt som Angeles, er en dansk-iransk musiker, sangerinde og skuespillerinde.

## Baggrund
Hendes far flygtede fra Iran i 1985. Hendes mor tog afsted et år efter, og de mødtes i Danmark. Rezanejad blev i 2019 uddannet bachelor i komposition fra Rytmisk Musikkonservatorium.

## Karriere
I 2015 grundlagde hun pladeselskabet Silicone Records, optrådte på Trailerpark Festival og debuterede med ep'en Idolatry, der fik pæne ord med på vejen.

I 2018 udkom hendes debutalbum Six Archetypes, og af anmeldelserne kunne man læse, at det var "et af de bedste danske album fra 2018" og at hun "har bestået mesterklassen i selvstændige albumudgivelser med et så stensikkert tolvtal, at selv færre anstrengelser kunne have gjort det. Hendes electropop-numre hører til en vokalklasse for sig." Om hendes inspirationer lød det i Dagbladet Informations anmeldelse:
| Citat                               | Der er en gæld, hun ikke forsøger at skjule, til den (til tider gotiske) grandeur hos sangere som Sinead O’Connor (»Reptile«), Siouxsie Sioux (flere steder) og Lisa Gerrard fra Dead Can Dance (»Elegie«). Men salig Nico og spillevende Fever Ray spøger også smukt. | Citat |
| — Ralf Christensen, 26. januar 2018 | |       |

Samme år medvirkede Rezanejad desuden i Milad Alamis debutfilm Charmøren, hvortil Per Juul Carlsen begejstret bemærkede, at hun var "det helt store scoop som Sarah. Hun slentrer ind i filmen som var hun en femme fatale i en klassisk film noir, og afleverer sine replikker, som om de var selve omdrejningspunkterne i filmen." I 2019 udkom Rezanejads audiovisuelle andet album Torino og blev efterfølgende offentliggjort i sin helhed på YouTube.

## Diskografi

### Album
| Titel                                                     | Albumdetaljer                                                                    | Højeste placering | Certificering |
| Titel                                                     | Albumdetaljer                                                                    | Danmark           | Certificering |
| --------------------------------------------------------- | -------------------------------------------------------------------------------- | ----------------- | ------------- |
| Six Archetypes                                            | - Udgivet: 19. januar 2018 - Selskab: Silicone Records - Format: download, vinyl | —                 |               |
| Torino                                                    | - Udgivet: 20. maj 2019 - Selskab: Silicone Records - Format: download           | —                 |               |
| "—" markerer en udgivelse, der ikke opnåede en placering. |                                                                                  |                   |               |

### EP'er
- Idolatry (2015)
- Anahita Albacore (2016)
- Selected Works (2015-2015) (2016)
- Vigilance (2017)
- The Idealist Compilation (2018)
- World Breathes People (2018)

### Singler
| År                                                        | Titel                                            | Højeste placering | Højeste placering | Certificering | Album                                         |
| År                                                        | Titel                                            | Tracklisten       | Airplay           | Certificering | Album                                         |
| --------------------------------------------------------- | ------------------------------------------------ | ----------------- | ----------------- | ------------- | --------------------------------------------- |
| 2013                                                      | "Altruist"                                       | —                 | —                 |               | Intet album                                   |
| 2015                                                      | "Everyday's Another Holiday"                     | —                 | —                 |               | Idolatry                                      |
| 2016                                                      | "Shark"                                          | —                 | —                 |               | Intet album                                   |
| 2016                                                      | "December Song"                                  | —                 | —                 |               | Six Archetypes                                |
| 2017                                                      | "Uplifter"                                       | —                 | —                 |               | Intet album                                   |
| 2017                                                      | "Yours Truly"                                    | —                 | —                 |               | Intet album                                   |
| 2017                                                      | "Greed Wears a Disarming Face"                   | —                 | —                 |               | Six Archetypes                                |
| 2018                                                      | "The Idealist"                                   | —                 | —                 |               | Six Archetypes                                |
| 2018                                                      | "The Prostitute/Seeker (II/III)"                 | —                 | —                 |               | Six Archetypes                                |
| 2018                                                      | "The Orphan (I)"                                 | —                 | —                 |               | Six Archetypes                                |
| 2018                                                      | "One Of My Shades" (med Frederik Valentin)       | —                 | —                 |               | "I Could Go Anywhere But Again I Go With You" |
| 2019                                                      | "Music from the Terrace" (med Frederik Valentin) | —                 | —                 |               | Summer Storms                                 |
| 2019                                                      | "Call for Torino"                                | —                 | —                 |               | Torino                                        |
| "—" markerer en udgivelse, der ikke opnåede en placering. |                                                  |                   |                   |               |                                               |

### Som gæstesanger
- CTM – "Isles" (2018)
- Croatian Amor – "In Alarm Light" (2019)
- Lust For Youth - "Armida" (2014)
- Lust For Youth - "Display" (2016)
- Lust For Youth - "Fifth Terrace" (2019)

## Filmografi

### Film
| År   | Film      | Rolle | Instruktør  | Noter |
| ---- | --------- | ----- | ----------- | ----- |
| 2018 | Charmøren | Sarah | Milad Alami |       |